# Escolomancia
Solomancia (del rumano: Şolomanţă, Solomonărie) según cuenta la leyenda, era una escuela de magia negra dirigida por el Diablo, supuestamente ubicada cerca de un lago sin nombre, en las montañas al sur de la ciudad de Hermanstadt (Nagyszeben en húngaro, ahora llamada Sibiu en rumano) en Transilvania.

## En el folklore
La autora escocesa Emily Gerard, casada con un soldado de caballería polaco estacionado en Hungría, dio una descripción detallada en su artículo Supersticiones de Transilvania, en la página 136 de The Nineteenth Century:
«Ya que estoy tratando el tema de las tormentas, puede ser conveniente mencionar la Escolomancia, o escuela, que supuestamente existe en el corazón de las montañas, y en la que el mismo Diablo en persona enseña los secretos de la naturaleza, el lenguaje de los animales y todos los hechizos de la magia. Solo se admiten diez alumnos al mismo tiempo, y cuando finaliza la etapa de aprendizaje y nueve de ellos son puestos en libertad para que vuelvan a sus hogares, el Diablo retiene al décimo alumno como pago y lo monta en un Zmeu (dragón). Desde ese momento se convierte en el ayudante de campo del Diablo, y le asiste en la "realización del tiempo (meteorológico)", es decir, en la preparación de rayos. En un pequeño lago abismal, situado en lo más alto de las montañas al sur de Sibiu, se encuentra supuestamente la caldera donde se elabora el rayo, y cuando hace buen tiempo, el dragón duerme bajo las aguas».
Katherine Ramsland describe los nueve alumnos restantes, conocidos como Solomonari, como "hombres altos y pelirrojos vestidos de lana blanca... [que poseían] varios instrumentos de magia y un libro de instrucción". Y continúa explicando que ellos son "entrenados durante nueve años... superando obstáculos y sobreviviendo a experiencias terribles. Su última prueba consistía en copiar todo lo que sabían sobre la humanidad en el libro del Solomonar".

## En literatura
Bram Stoker, probablemente basándose en la obra de Gerard, se refirió a ella dos veces en Drácula, una en el capítulo 18:

Los Drácula eran, según dice Arminius, una raza noble y grande, aunque de vez en cuando hubiera vástagos de los que sus coetáneos sospecharon que habían tenido pactos con el Diablo. Aprendieron sus secretos en la Scholomance entre las montañas que rodean el lago Hermanstadt, donde el diablo tiene un discípulo por cada diez habitantes.

Y en el capítulo 23:

Se atrevió a ir incluso a la Scholomance, y no había rama del saber de su época que no ensayase.

La referencia de Stoker al "lago Hermanstadt" parece ser una mala interpretación del pasaje de Gerard, puesto que no existe ningún cuerpo de agua con ese nombre. La parte de los Cárpatos cerca de Hermannstadt ocupa los lagos Păltiniş y Bâlea, que albergan lugares turísticos populares del área circundante.
En la obra Lord of Middle Air de Michael Scott Rohan, el brujo Miguel Escoto revela que se atrevió a entrenar en la Scholomance en dos ocasiones, ya que había tanto conocimiento que no podía aprenderlo todo en una noche.
En el universo de Cazadores de Sombras, libros escritos por Cassandra Clare, el Scholomance es una escuela para los mejores Cazadores de Sombras, esculpida en un costado de las Montes Cárpatos, en vez de Transilvania. En esta escuela, los personajes son entrenados como guerreros de Élite, tienen acceso a información e investigaciones que normalmente otros no y a misiones más importantes que las asignadas a otros.
En el libro de Naomi Novik Una Educación Mortal se relata la historia de una estudiante de la escuela Escolomancia. En esta escuela 1600 estudiantes por curso, escogidos de entre los hijos de la comunidad mágica en su mayoría, estudian durante cuatro años, mientras intentan sobrevivir a los numerosos peligros que habitan la escuela. Al final del último año, o te "gradúas" o mueres.

## En videojuegos
El nombre se ha vuelto a usar en la industria del videojuego para referirse a otros colegios de magia negra. Los hechiceros en Myth II: Soulblighter, de Bungie, se caracterizan por haber sido entrenados en una escuela de magia llamada la Escolomancia; y en World of Warcraft, de Blizzard Entertainment, la Scholomance es un castillo en ruinas ocupado por el Azote, cuyos sótanos y criptas se usan ahora para entrenar a nigromantes y crear monstruos no muertos. Al igual que su homónimo legendario, la Escolomancia en World of Warcraft se encuentra en medio de un lago.